# Křížová cesta v Bukovanech (okres Hodonín)
Křížová cesta v Bukovanech, okres Hodonín je soubor 14 netradičních betonových artefaktů, vybudovaných v letech 1999–2009. Jejich autorem je sochař a výtvarník Lubomír Jarcovják ze Šarov u Zlína.

## Historie vzniku
Bývalý starosta obce Bukovany, Zdeněk Slováček, oslovil v roce 1999 výtvarníka Lubomíra Jarcovjáka s nápadem vytvořit v okolí obce umělecké dílo se sakrální tematikou. Nakonec se dohodli, že to bude rozsáhlejší dílo s hlubším významem, křížová cesta, zpracovaná netradičním způsobem a umístěná ve volné krajině.
Místem určení se stal svažitý pozemek, obklopený lesy a poli s výhledem do krajiny, na rozhraní katastrů tří obcí – Bukovan, Ostrovánku a Nechvalína v okrese Hodonín. Podle návrhu výtvarníka a za organizační, finanční i osobní podpory Zdeňka Slováčka a dalších přátel z umělecké i mimoumělecké oblasti vznikaly, po dobu 10 let, jednotlivé objekty, symbolizující 14 zastavení křížové cesty Ježíše Krista.

## Charakteristika díla
Jako základní materiál pro jednotlivé artefakty jednoduchých, geometrických tvarů byl vybrán beton. Doplňkové materiály, které výtvarník použil tvoří dřevo, železo, sklo nebo umělá pryskyřice. Základní betonové části byly odlity z betonu do bednění z hrubých fošen, čímž získaly charakteristický vzhled neopracovaného materiálu. Maximální výška artefaktů je 3,4 m, vzdálenost mezi nimi je 22 m. Z hlediska duchovního a filozofického je u Křížové cesty v Bukovanech kladen důraz na vyjádření dvou zásadních témat "zatracení" a "milosti". Zasazením do volné krajiny získalo dílo, kromě uměleckého a morálního, i obecně lidský význam. Slavnostní žehnání Křížové cesty v obci Bukovany se konalo 6. června 2010.

## Křížová cesta v Bukovanech ve fotografii
Soubor fotografií Křížové cesty pořídilo Studio Toast (fotografové: Libor Stavjaník, Dušan Tománek). Fotografie jsou součástí publikace Lubomíra Jarcovjáka: Bukovany – Křížová cesta, vydané v roce 2011. Texty do publikace přispěli, kromě autora, Tomáš Ježek, Václav Mílek, Ludvík Ševeček, Ivan Neumann a Zdeněk Slováček, básněmi Ivan Martin Jirous a Pavel Petr.

## Výstavy dokumentace a fotografií
- 2008 Galerie Domu knihy Portal, Uherské Hradiště[2]
- 2012 farní kostel Českobratrské církve evangelické, Zlín[3]

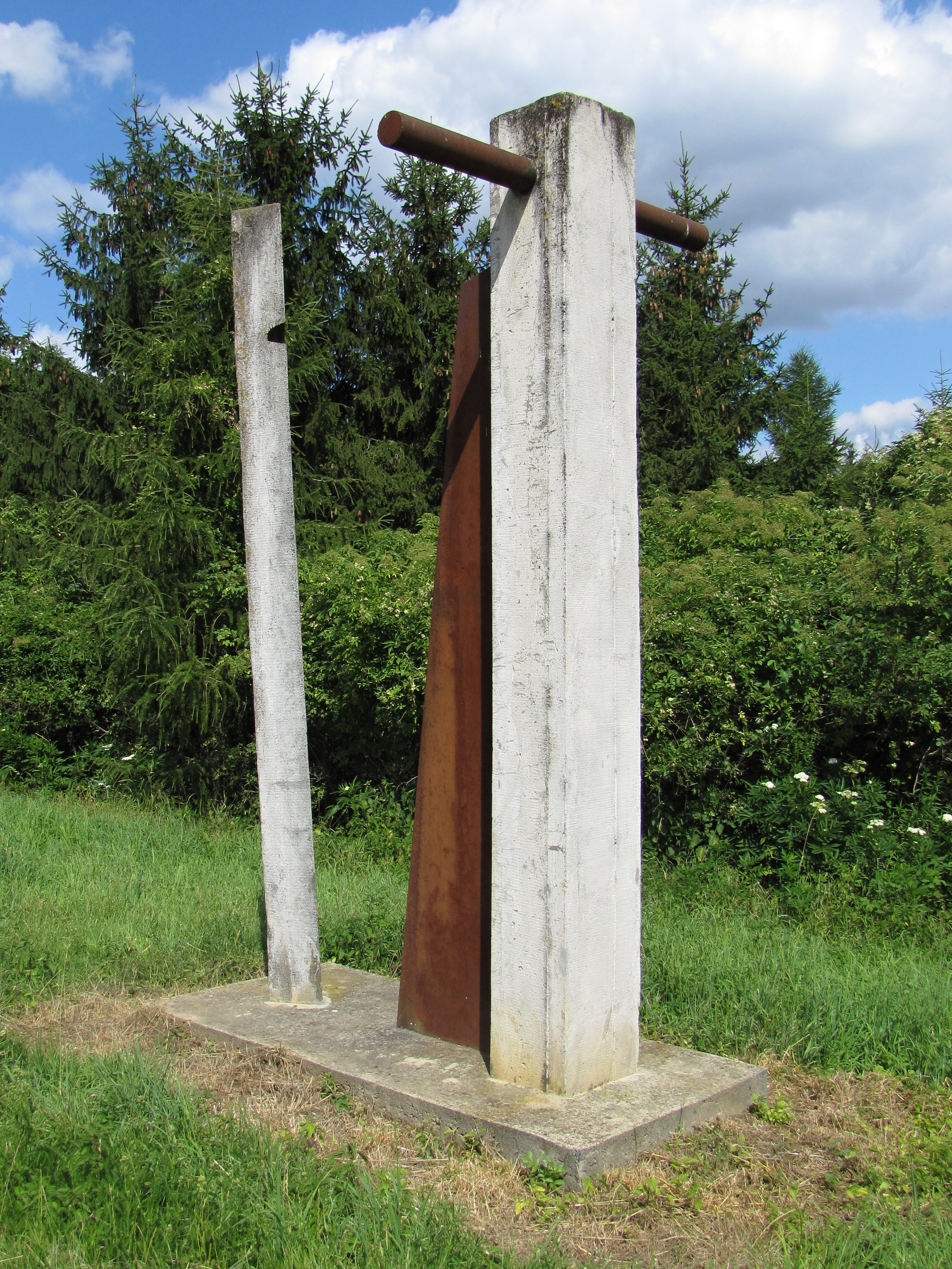
1. Pán Ježíš vydán na smrt
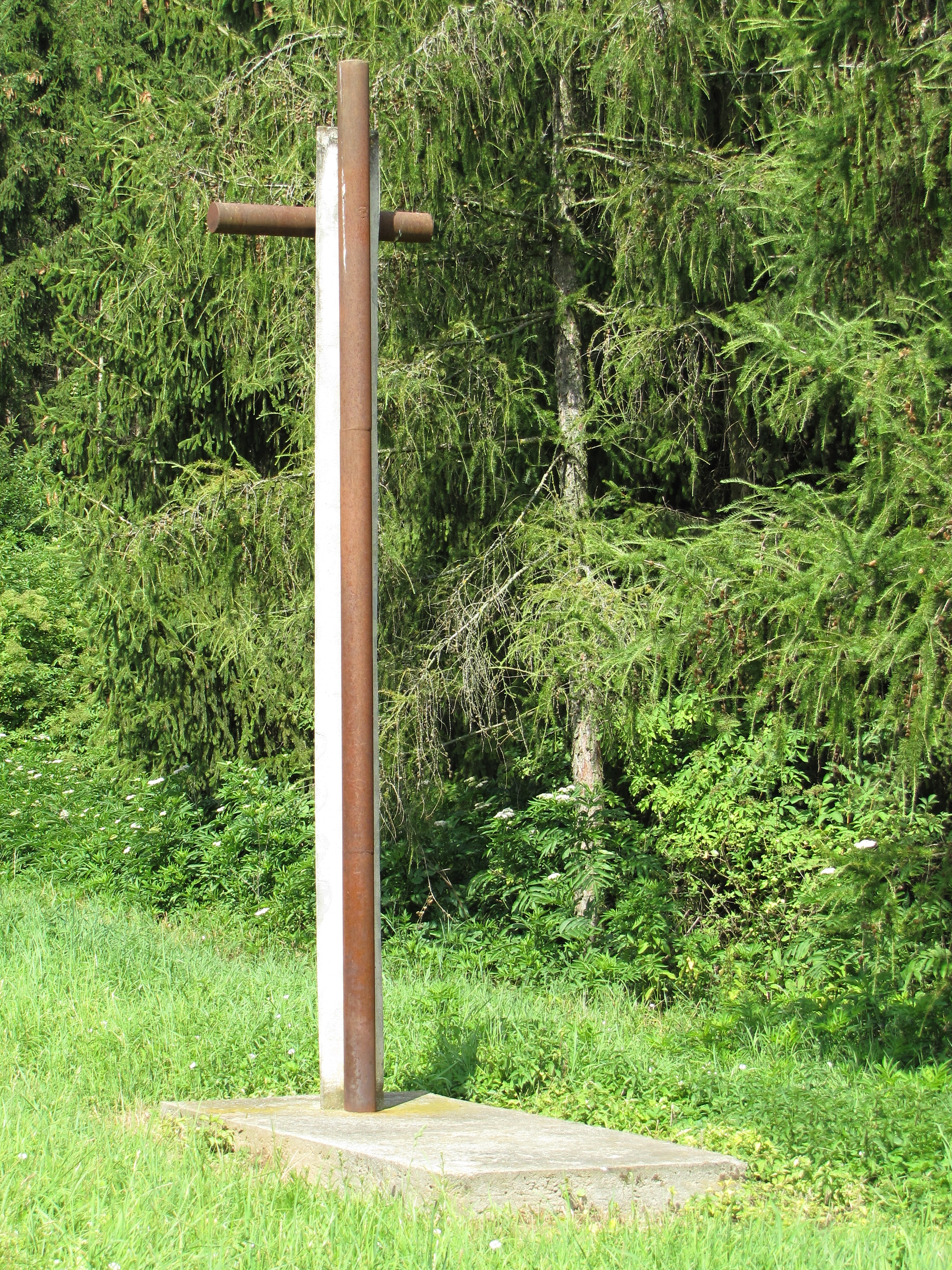
2. Pán Ježíš bere na sebe kříž
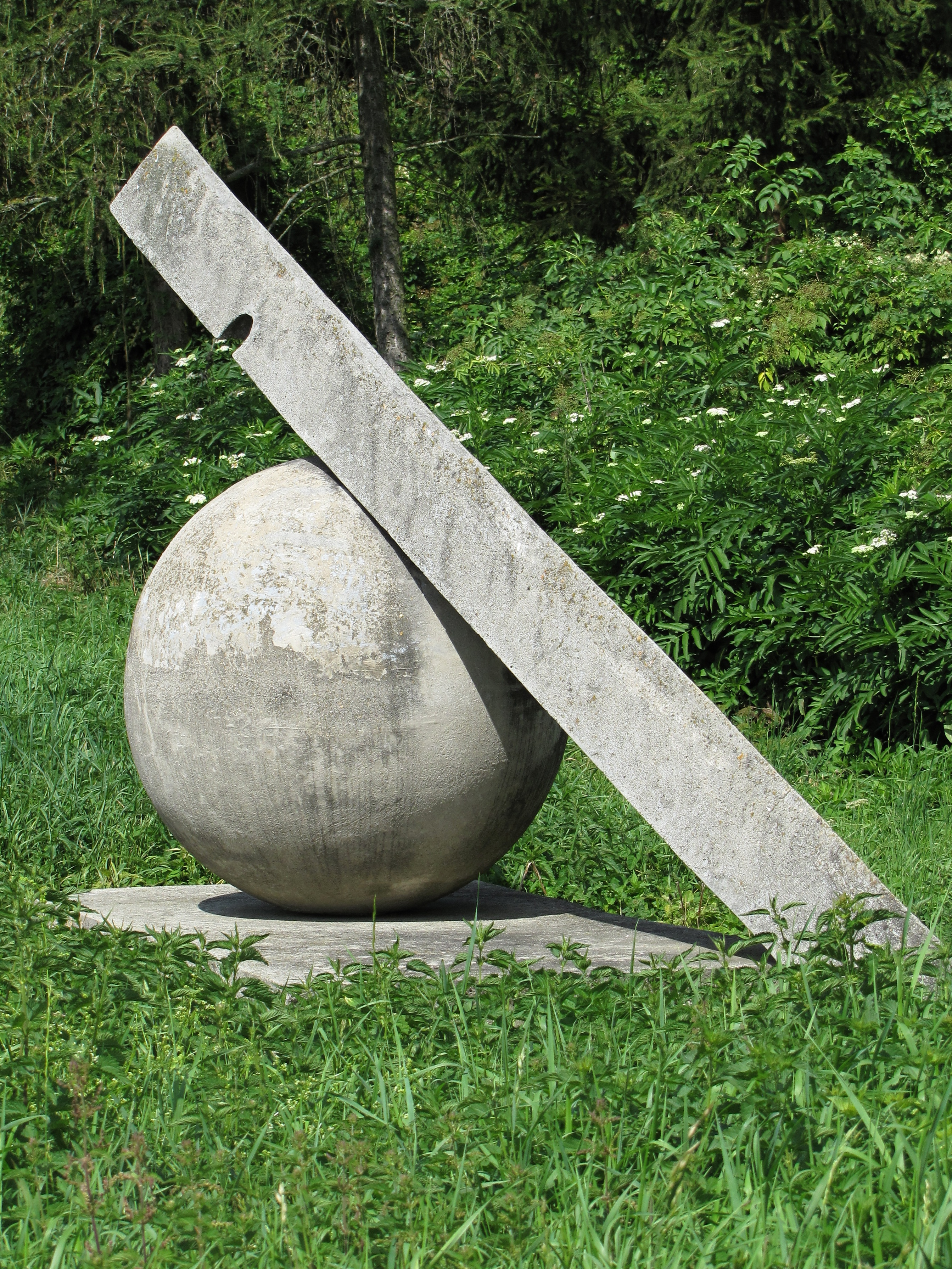
3. Pán Ježíš padá poprvé pod křížem
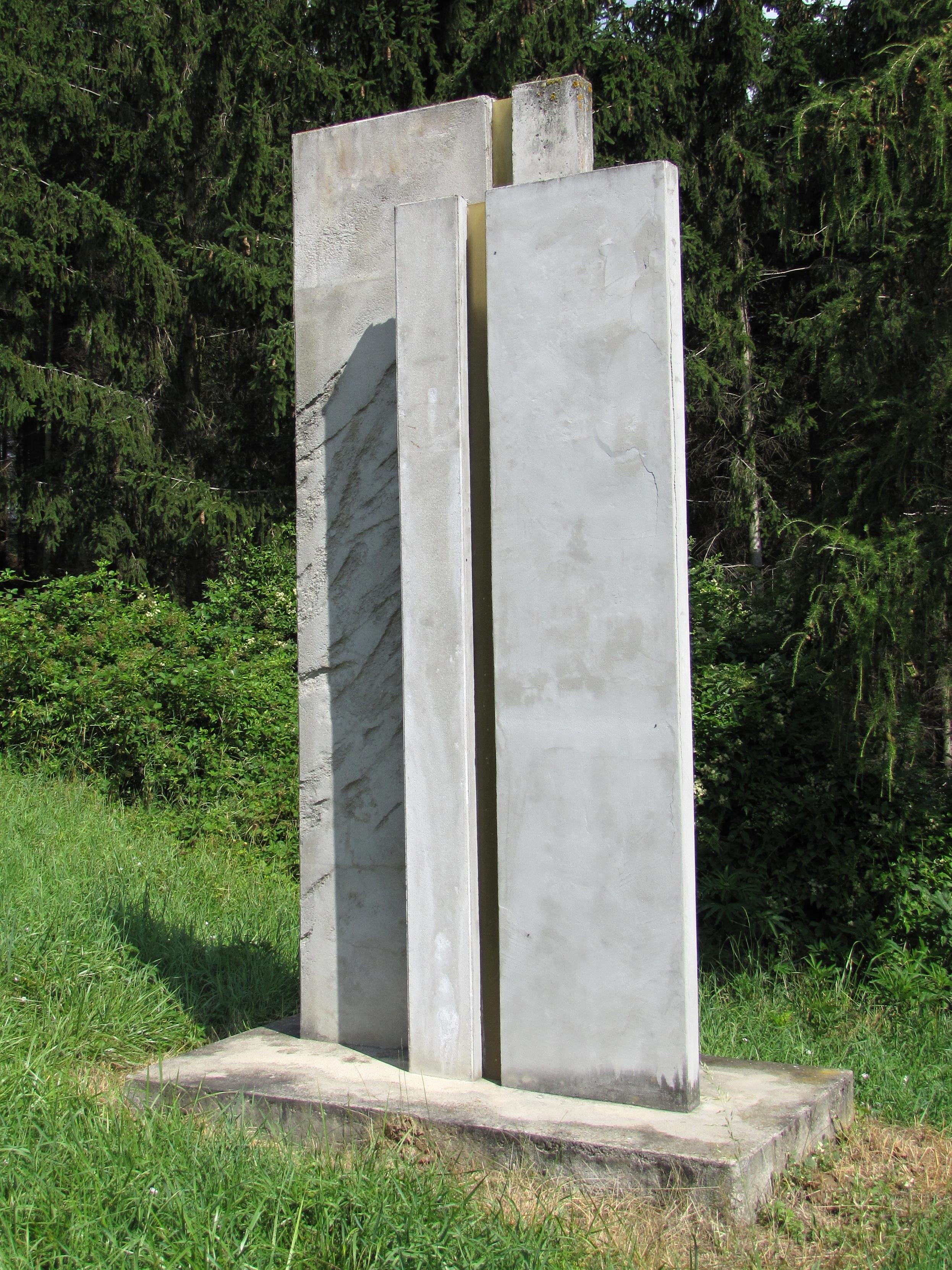
4. Pán Ježíš potkává svou matku
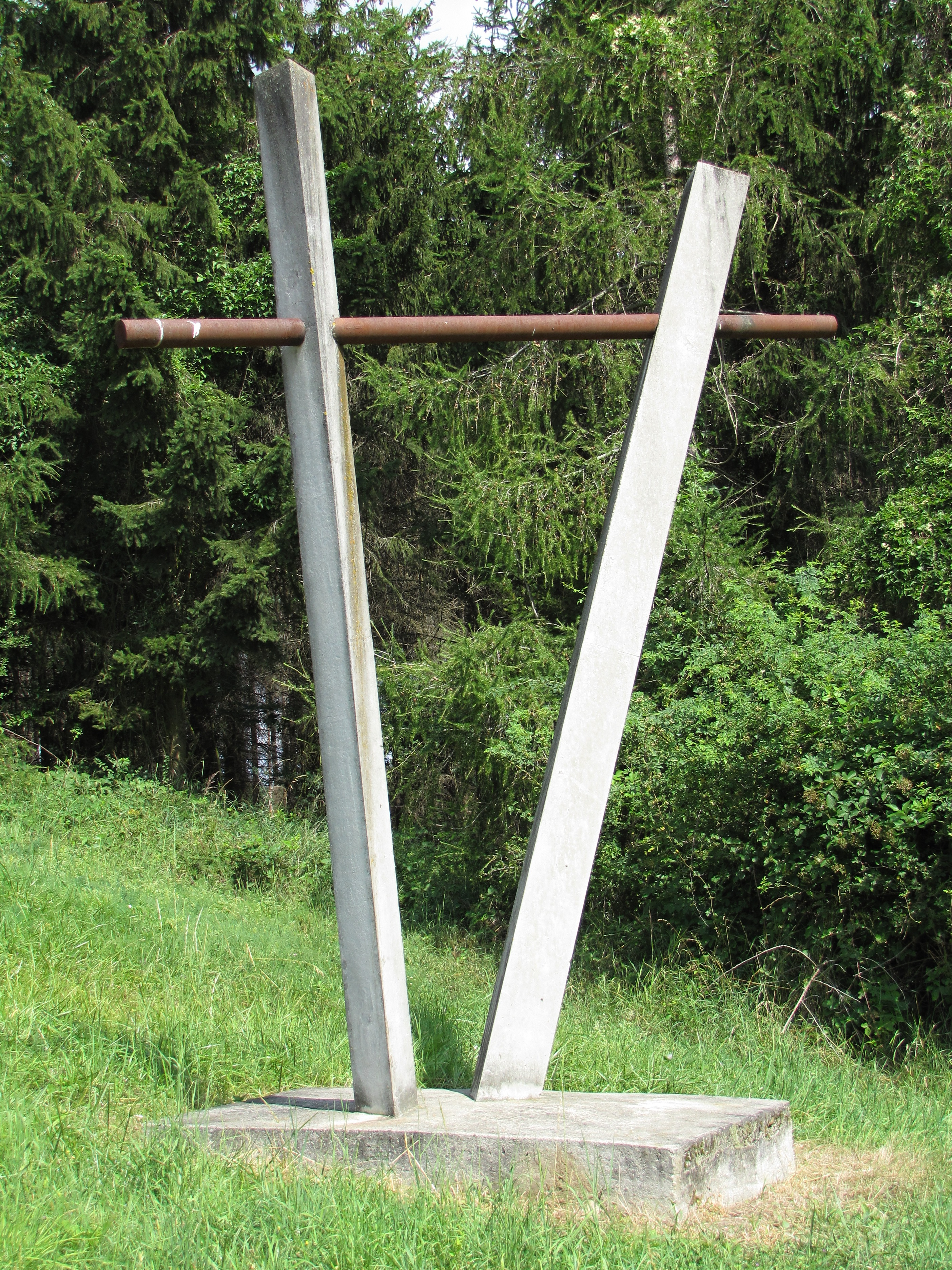
5. Šimon pomáhá Pánu Ježíši nést kříž
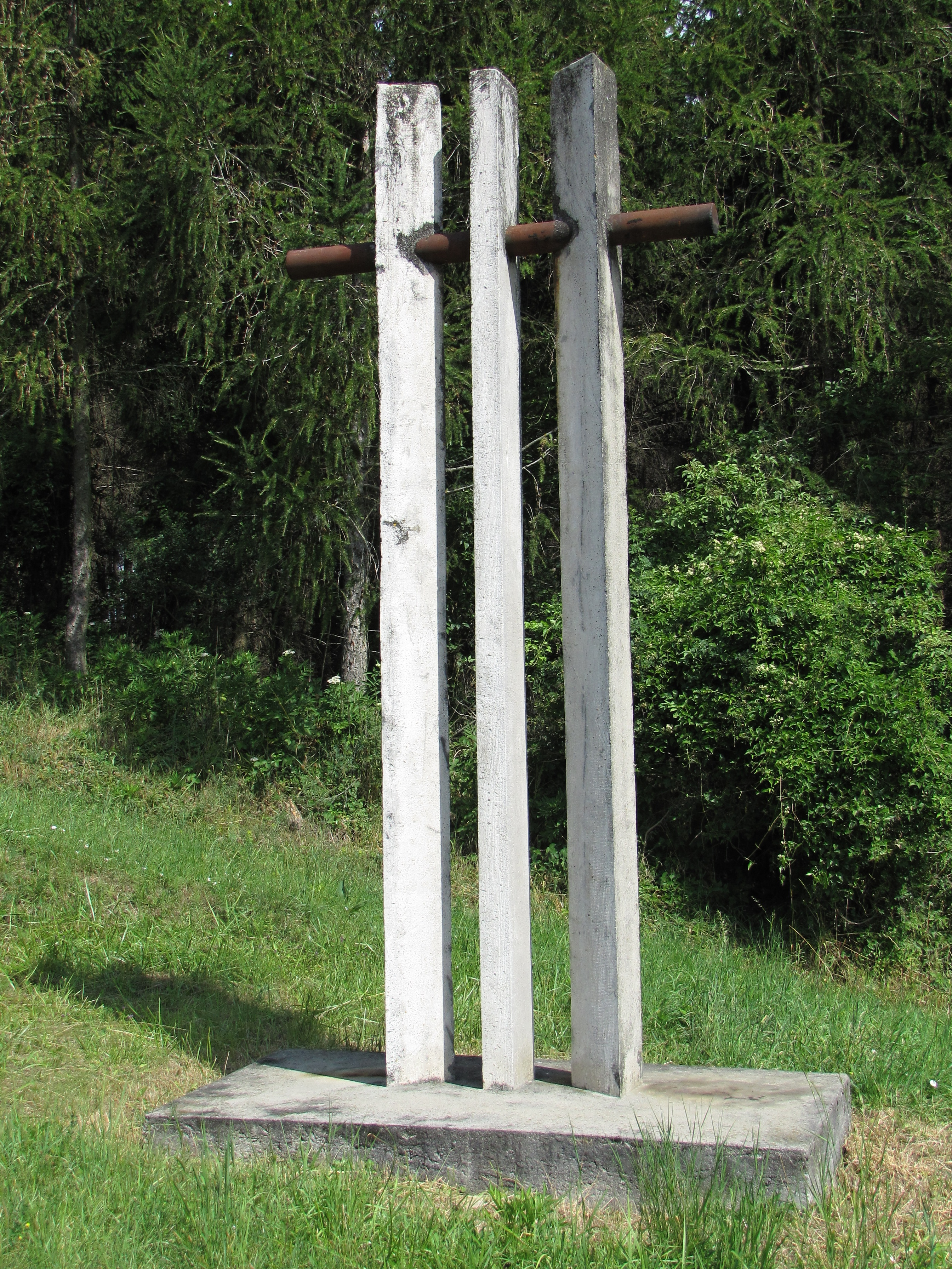
6. Veronika nabízí Pánu Ježíši roušku
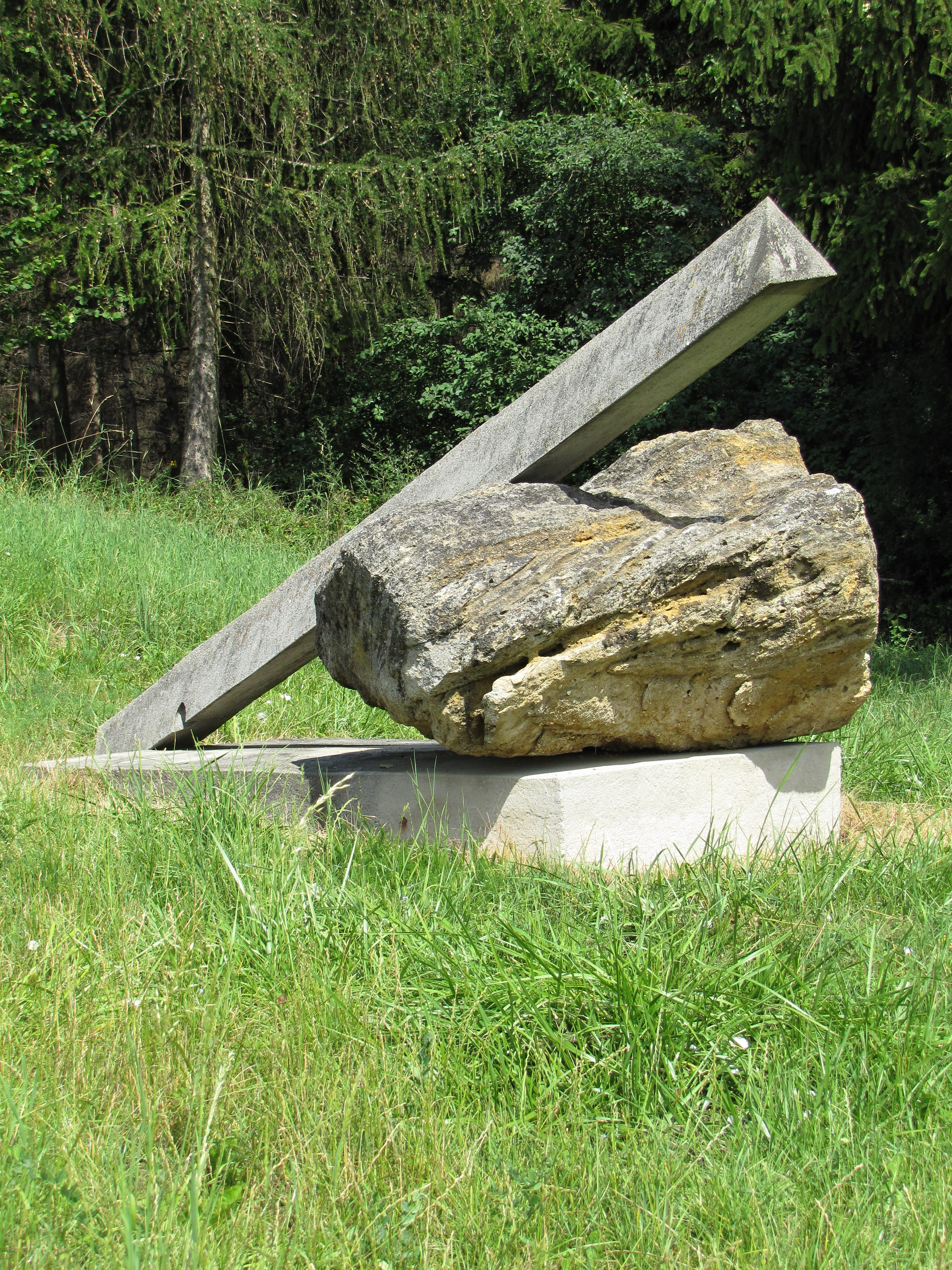
7. Pán Ježíš padá podruhé pod křížem

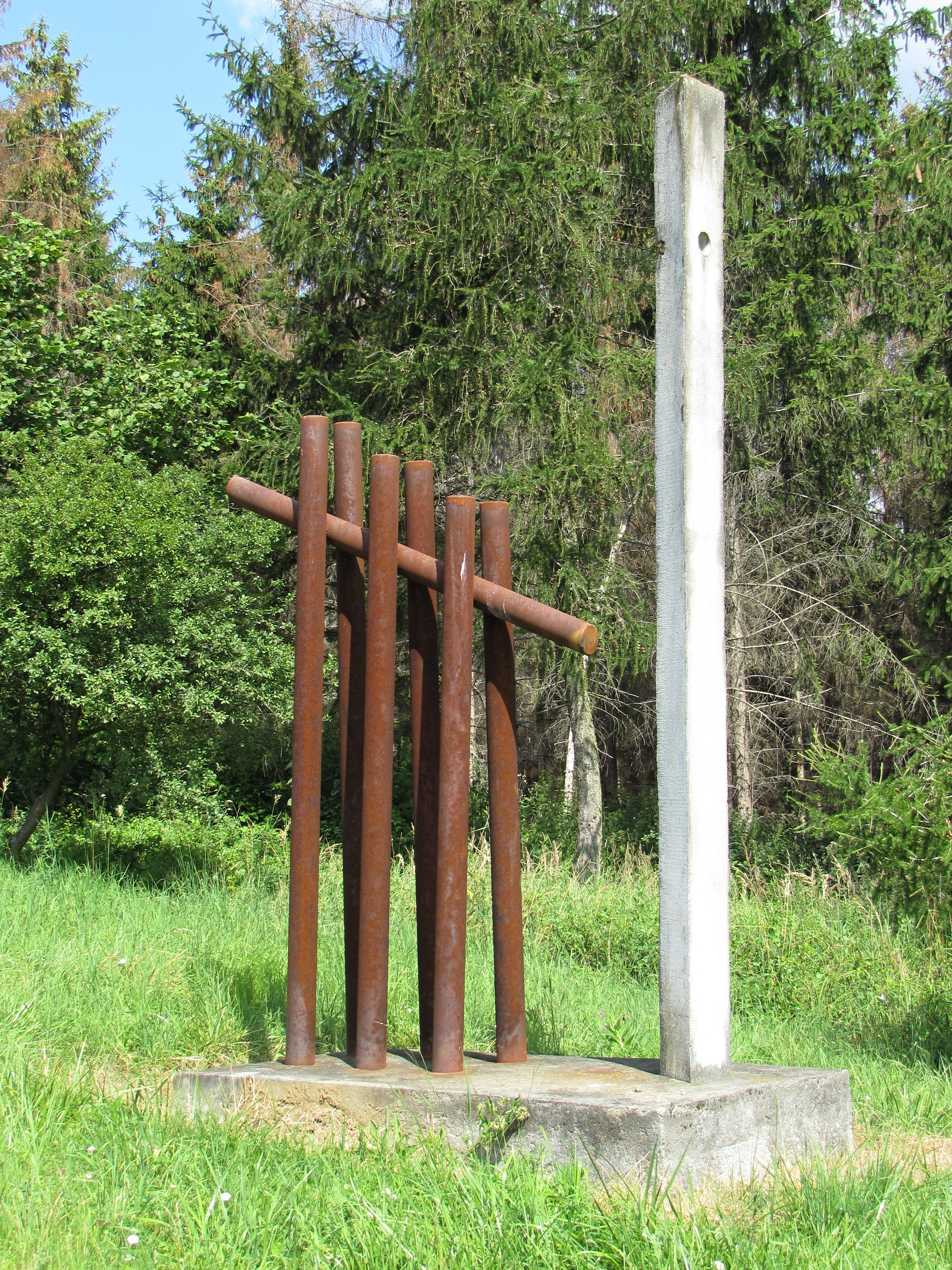
8. Pán Ježíš napomíná plačící ženy
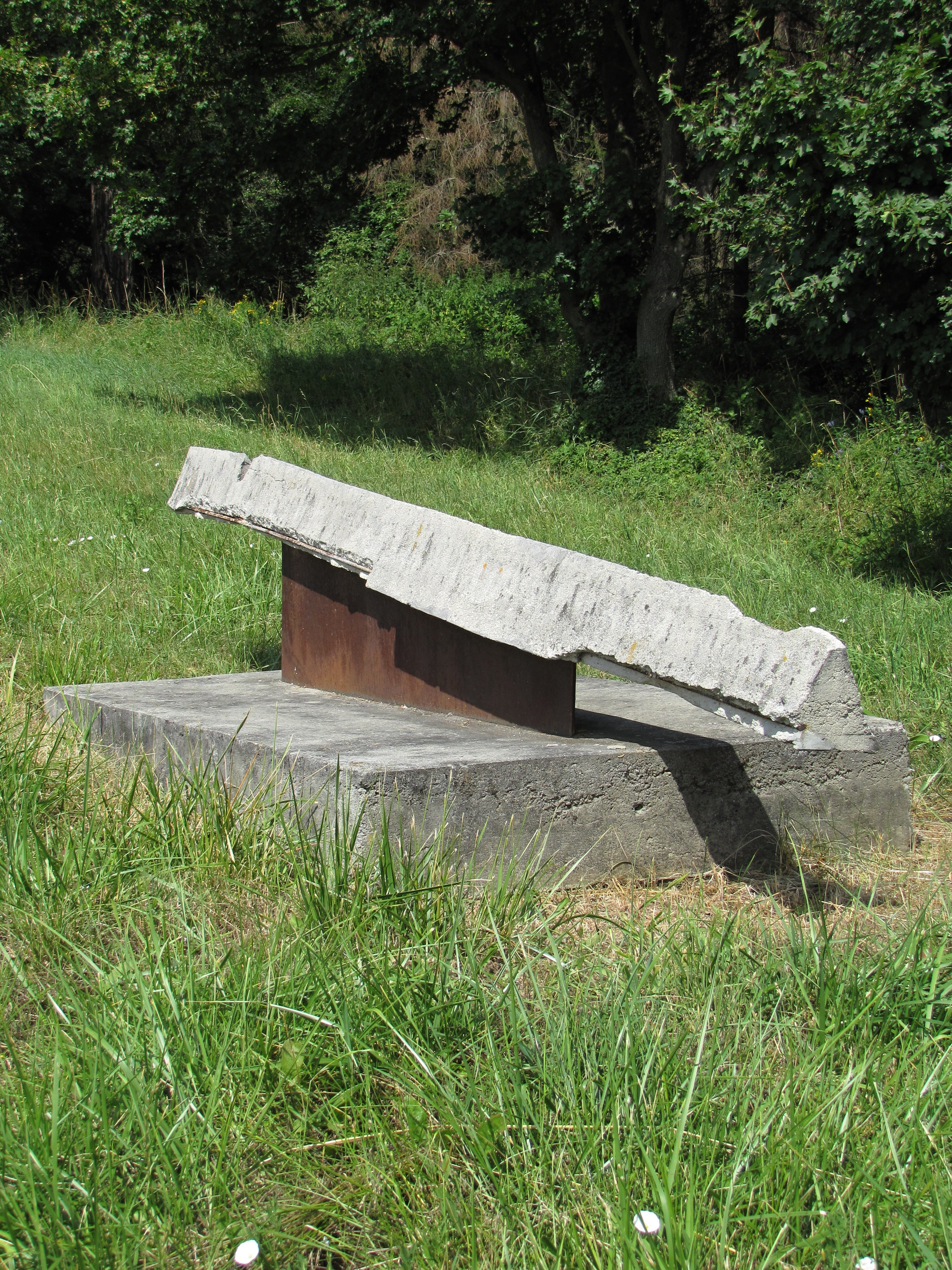
9. Ježíš padá potřetí pod křížem
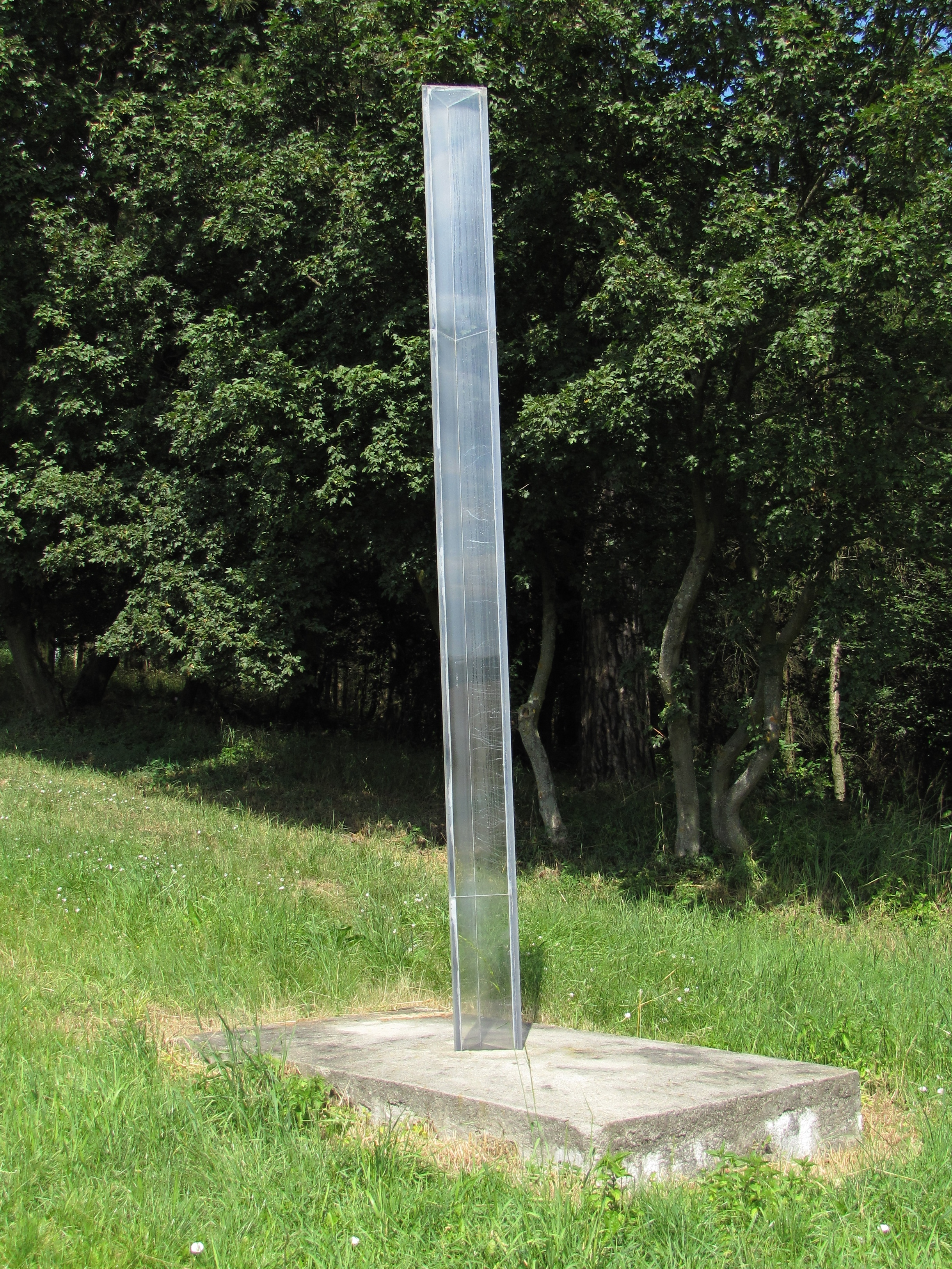
10. Pána Ježíše zbavili roucha
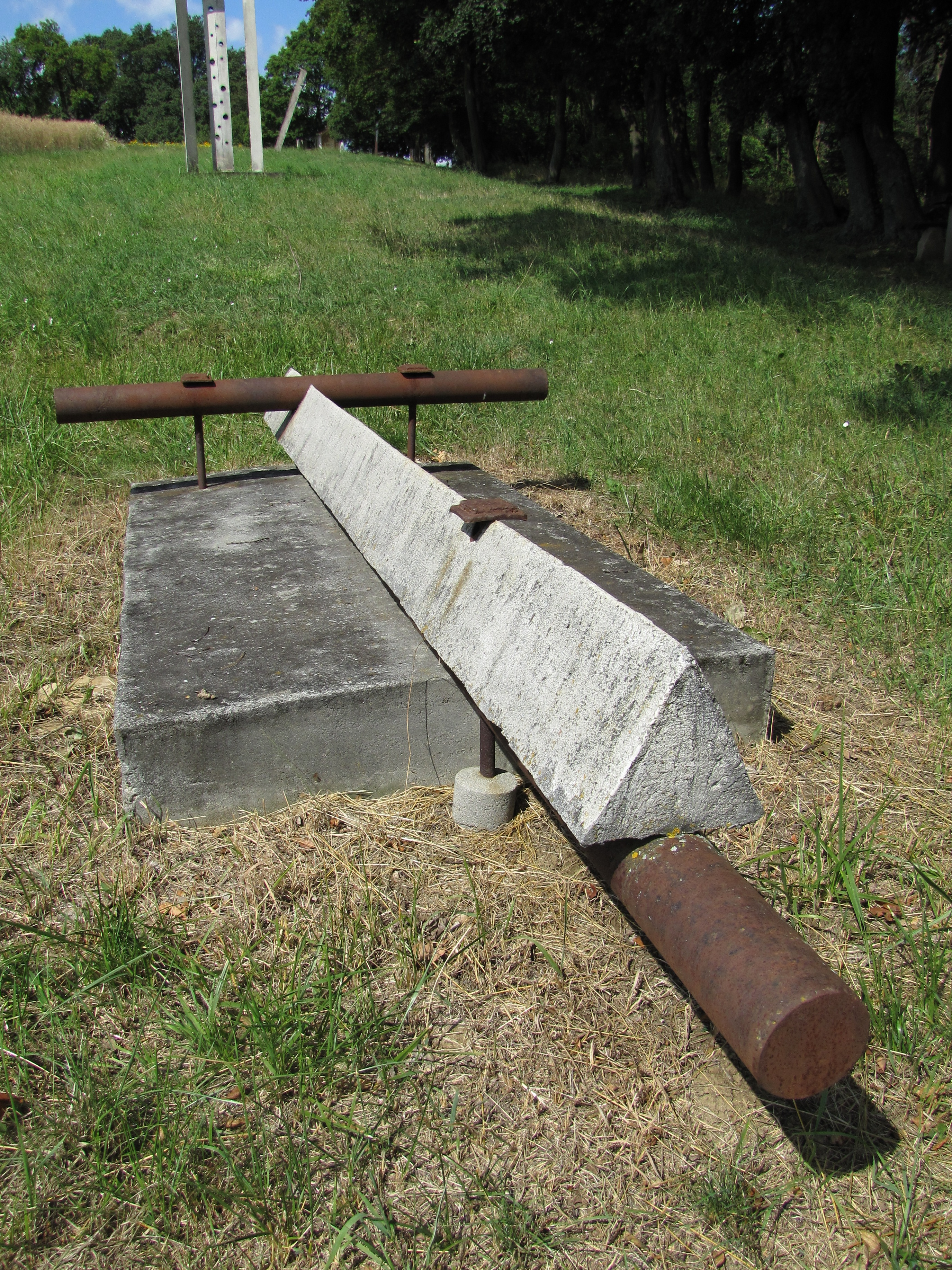
11. Pána Ježíše přibíjejí na kříž
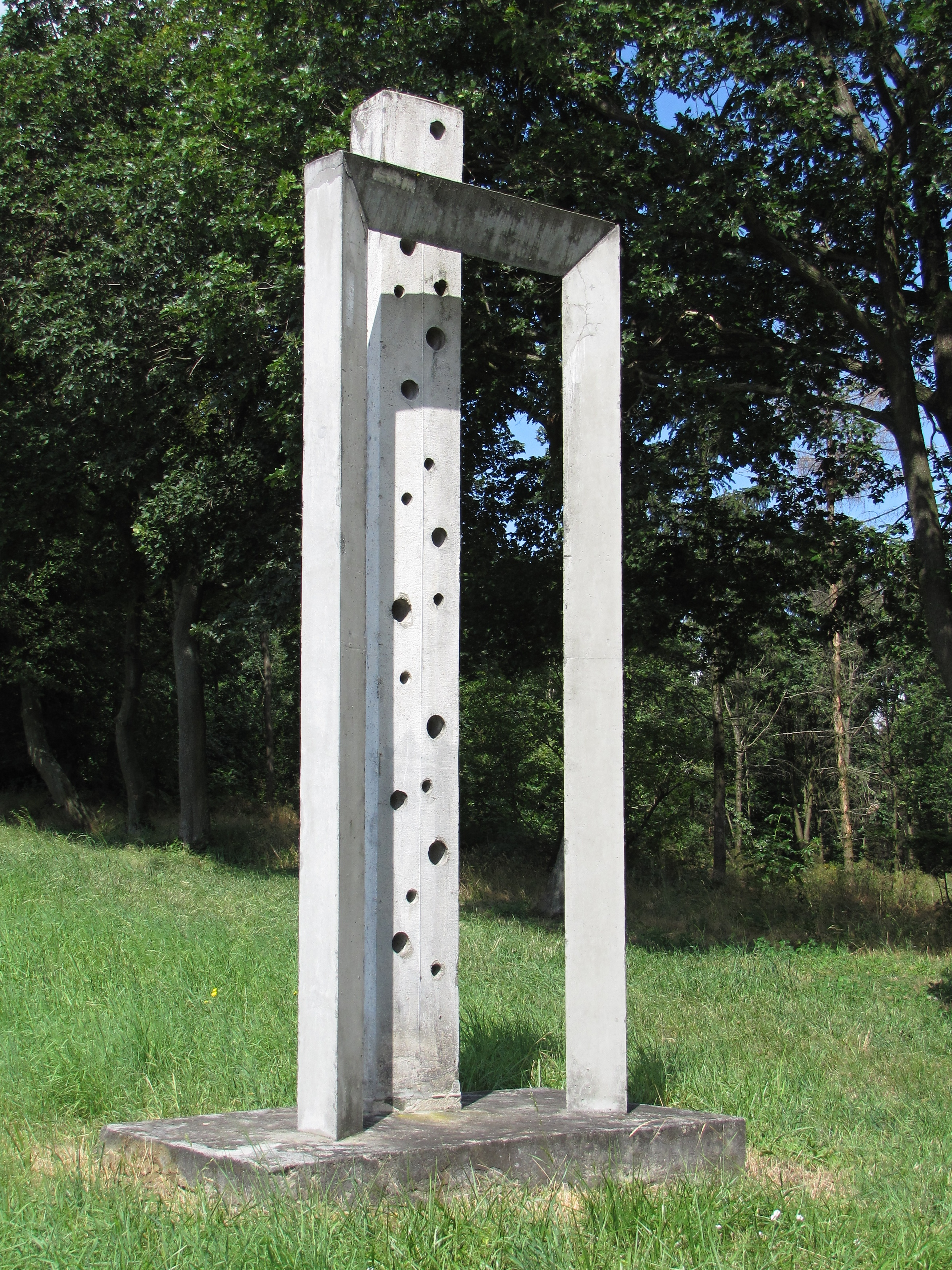
12. Pán Ježíš umírá na kříži
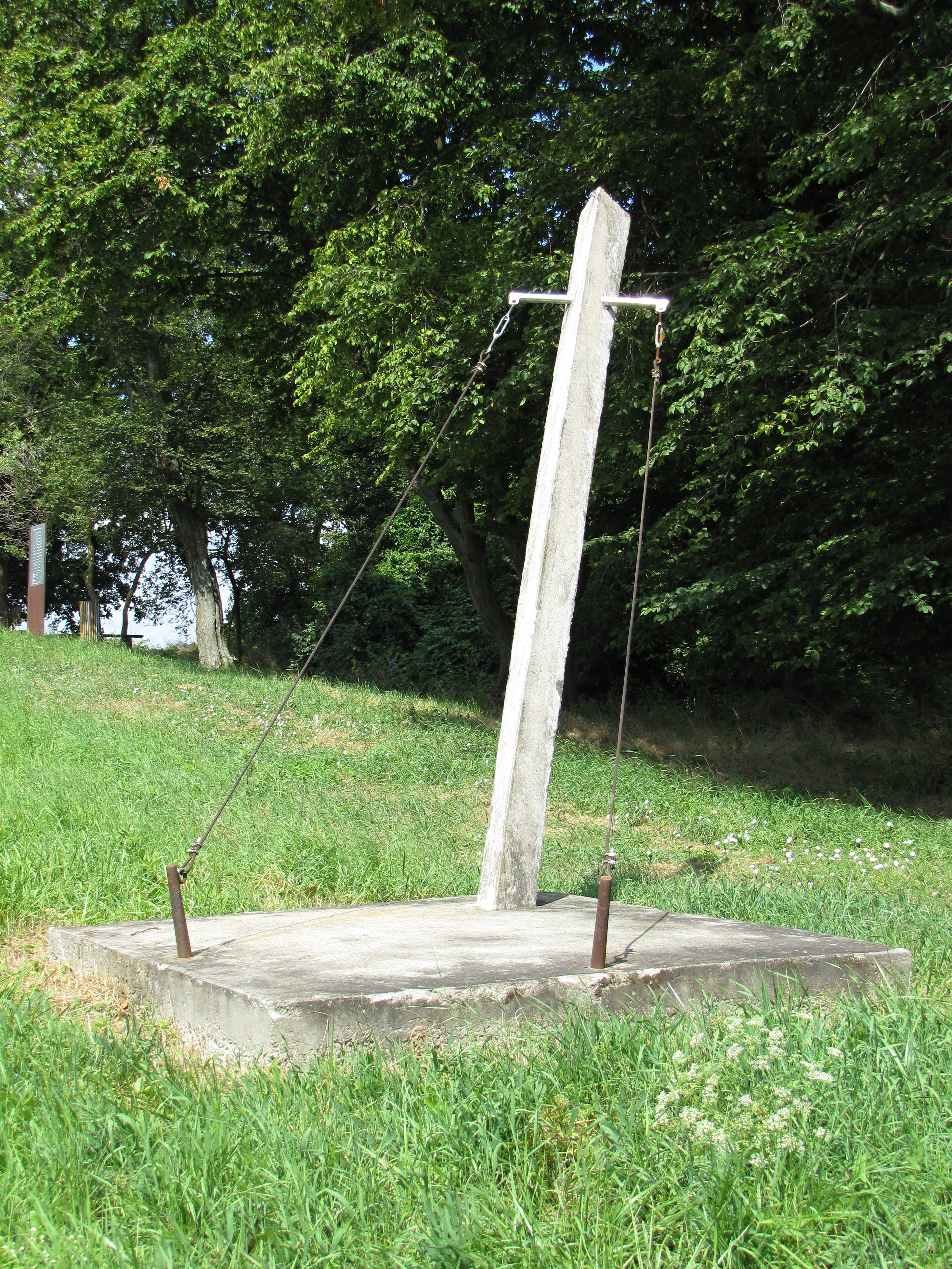
13. Pána Ježíše snímají z kříže
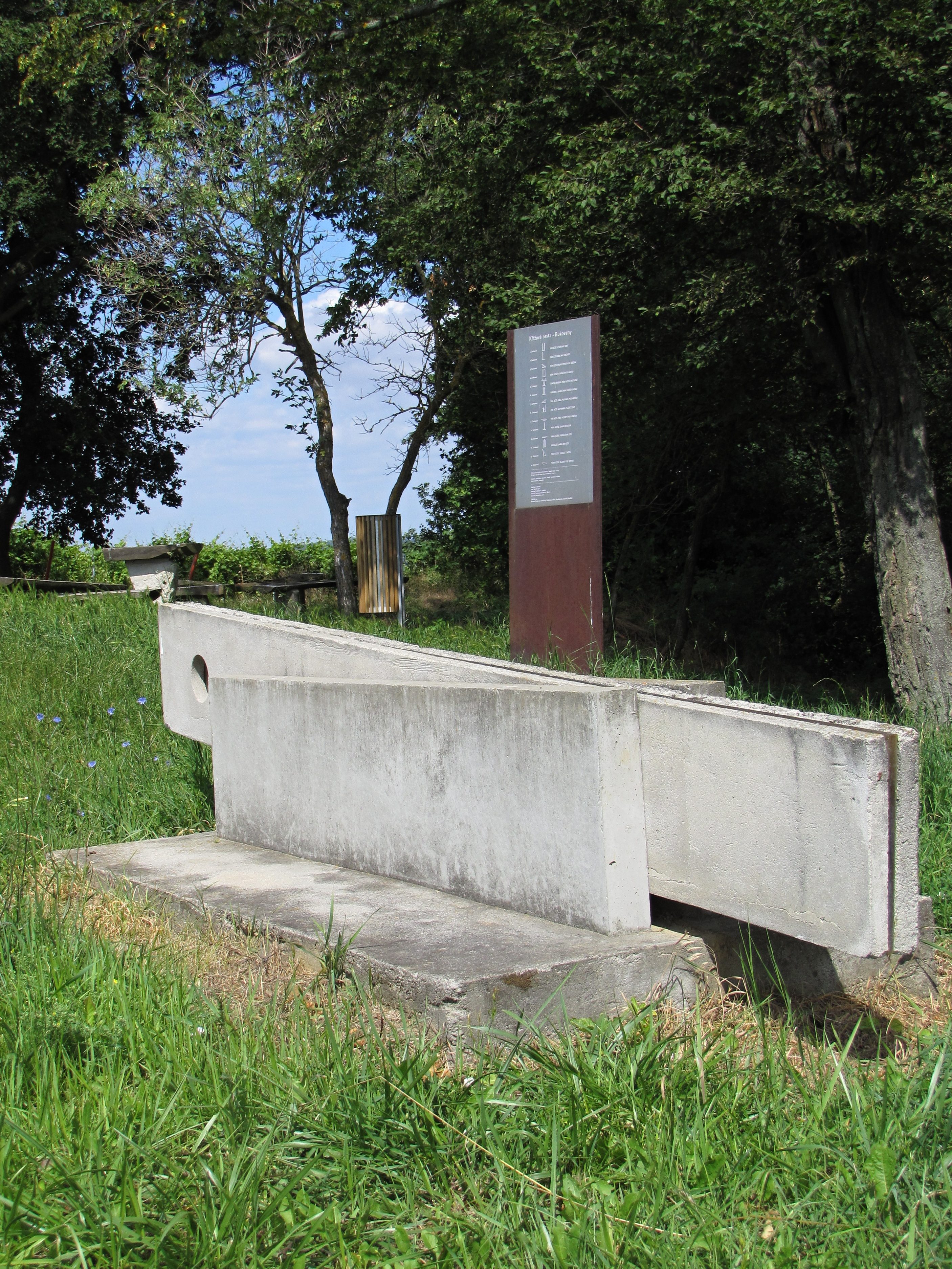
14. Pána Ježíše kladou do hrobu